# Bilobalide
Le bilobalide est un sesquiterpène tétracyclique comprenant trois cycles γ-lactone, un cyclopentane et un groupe tert-butyle ; la présence d'un tel groupe tert-butyle reste exceptionnelle pour un composé naturel. Le bilobalide est étroitement apparenté aux ginkgolides. C'est l'un des principaux terpénoïdes des feuilles de Ginkgo biloba et on le trouve également en plus petites quantités dans les racines. Il joue un rôle dans plusieurs effets pharmacologiques des extraits de Ginkgo biloba et possède des effets neuroprotecteurs, de même qu'il active les cytochromes P450 CYP3A1 et CYP1A2, ce qui pourrait au moins partiellement rendre compte des interactions entre les extraits de Ginkgo biloba d'autres pharmacophores. 
Le bilobalide est synthétisé de façon très semblable aux ginkgolides. Il dérive du géranylgéranyl-pyrophosphate (GGPP), lequel résulte de l'addition de farnésyl-pyrophosphate (FPP) à des unités d'isopentényl-pyrophosphate (IPP), ce qui conduit à un sesquiterpène — par conséquent en C15). Cette voie métabolique emprunte la voie du mévalonate (MVA) ainsi que la voie du méthylérythritol phosphate (MEP), comme l'illustre le diagramme ci-dessous.

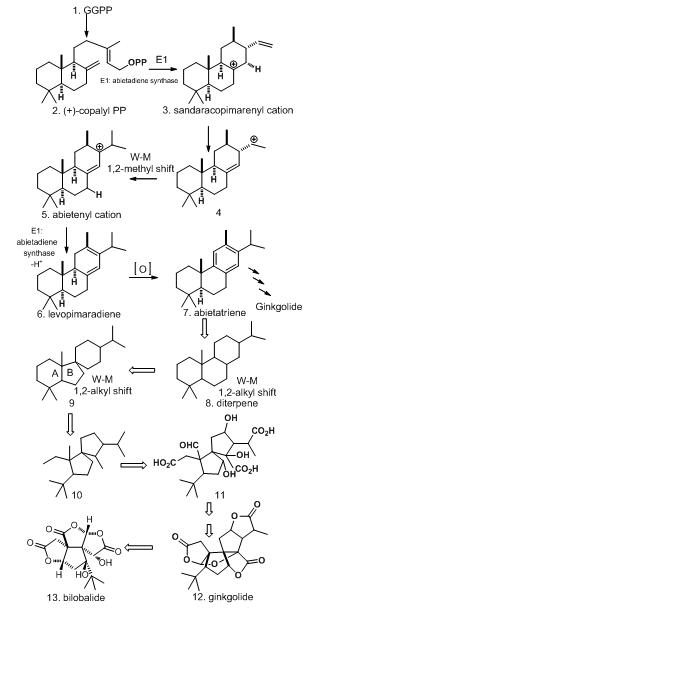
Biosynthèse du bilobalide. Le GGPP (1) donne en premier lieu du copalyl-pyrophosphate (2), converti en cation abiétényle (5) par l'abiétadiène synthase (E1), une enzyme bifonctionnelle. Le lévopimaradiène (6) et l'abiétatriène (7) sont des précurseurs du ginkgolide et du bilobalide. Le substituant tert-butyle inhabituel provient du clivage du cycle A en 9. Le bilobalide (13) se forme ensuite par dégradation du ginkgolide (12), les lactones étant produites à partir de fonctions carboxyle et alcool résiduelles. Le bilobalide produit est un sesquiterpène à trois lactones.